# Kazemat Ruquet

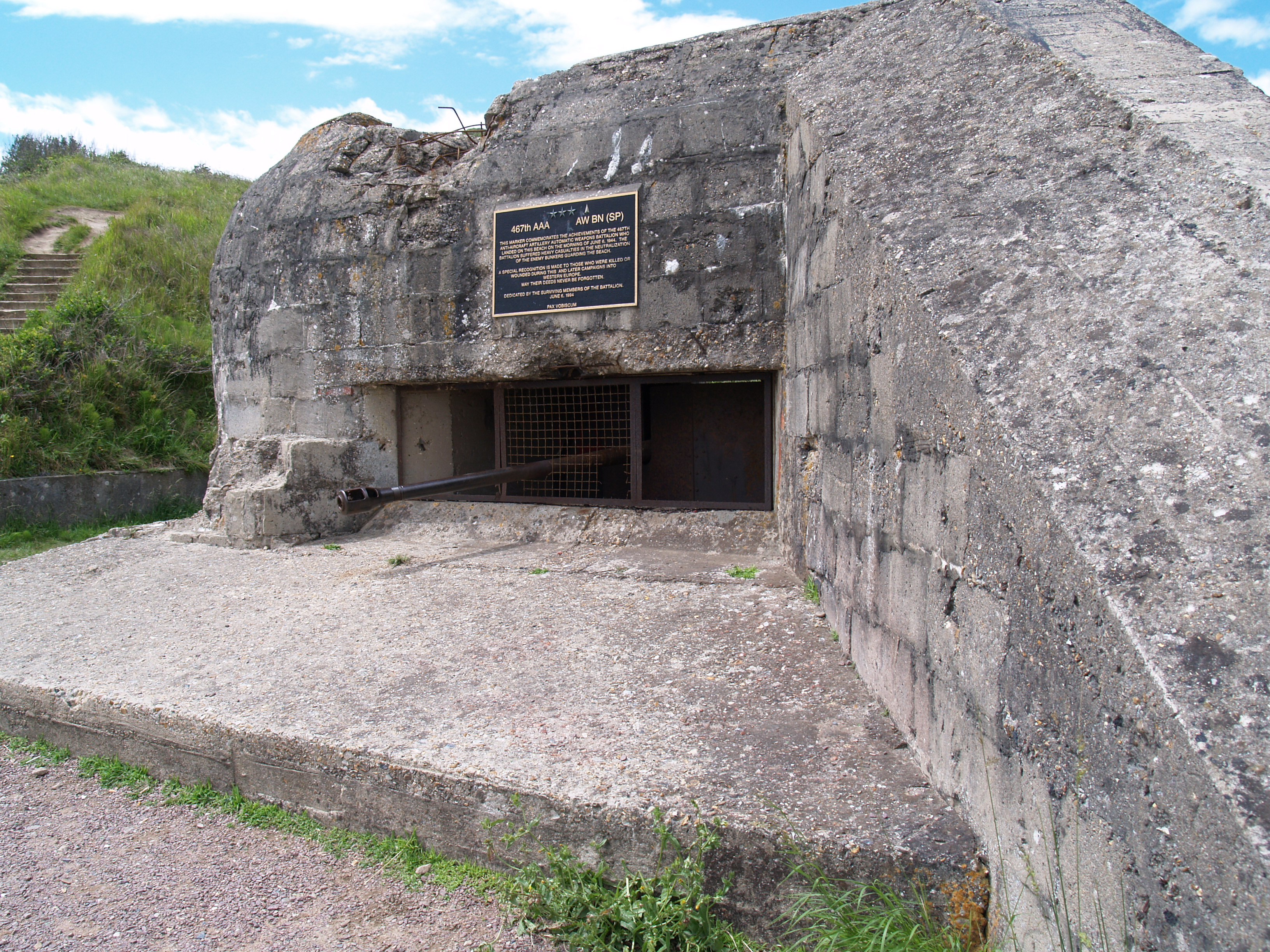
Kazemat Ruquet

Kazemat Ruquet was een bunker in de Tweede Wereldoorlog die deel uitmaakte van de Atlantikwall. De kazemat, gelegen bij Les Moulins in de Franse gemeente Saint-Laurent-sur-Mer, werd bekend vanwege het feit dat er het eerste Amerikaanse hoofdkwartier werd gevestigd van de troepen die waren geland op Omaha Beach.

## Geschiedenis
De kazemat maakte deel uit van Widerstandsnest 65 (WN-65), dat gelegen was in de sector Easy Red. De bewapening bestond uit een 50 mm antitankkanon. Nadat de landingen van de geallieerde troepen op Omaha Beach was gelukt, werd WN-65 omsingeld en het kanon vernietigd. Omstreeks 10:30 uur gaven de twintig Duitsers in de kazemat zich over en werd de doorgang naar het achterland via de zogenaamde "Beach-exit E 1" vrijgegeven. Onmiddellijk werd de weg vrijgemaakt voor militaire voertuigen. "Beach-exit E 1" werd de belangrijkste uitgang voor voertuigen op de eerste dag van de landing. Kazemat Ruquet werd door de plaatselijke bevelhebbers gebruikt om een hoofdkwartier in op te zetten.

## Tegenwoordig
Tegenwoordig staat voor de kazemat een monument ter herinnering aan de 2e Infanteriedivisie. Die eenheid nam zelf echter geen deel aan de aanval op de kazemat of WN-65. Op de bunker is tijdens de 50e herdenking een gedenkplaat aangebracht voor 467e Anti-Aircraft-Artillery Automatic Weapons Battalion, dat deelnam aan de aanval op de kazemat. In de bunker zelf staat nog het 50 mm kanon.